# Windrad Wustrow
Das Windrad Wustrow ist die einzige industriell gefertigte Windkraftanlage,  Typ Vestas V25-200, am Saaler Bodden an der Ostsee. Sie wurde 1989, fünf Monate später als die von ortsansässigen Privatleuten selbstgebaute Windkraftanlage Dierkower Höhe, als eine der beiden einzigen Windkraftanlagen in der DDR aufgestellt. Das Windrad Wustrow ist eine der ältesten Windkraftanlagen in Deutschland und liefert zuverlässig Strom in das Leitungsnetz.

## Lage
Das Windrad steht an der Fischland-Küste auf einem Deich an der Ostsee auf dem Weg zwischen Dierhagen und Wustrow. Ein überwiegend steter Westwind mit durchschnittlichen Windgeschwindigkeiten von 5–6 m/s treibt es an.

## Geschichte

### Bis Oktober 1989
Der Kaufmann Klaus-Jürgen Beel war 1966 zum Direktor des VEB Holzhandel Rostock berufen worden. Das Unternehmen erhielt auf dem Schiffsweg sägefrisches Holz aus der Sowjetunion und zerlegte es in Bohlen und Bretter für verschiedene Anwendungen, auch für den Weiterexport. Beel setzte sich bald dafür ein, in der Handelsniederlassung die Bretter zu trocknen, zu hobeln und/oder zu spunden. Damit stieg der Wert der Produkte erheblich und deswegen unterstützte auch der DDR-Außenhandel entsprechende Aktivitäten. Angeschafft werden mussten Trockenkammern und möglichst ökologische Wärmeenergieerzeuger.
Angeregt durch einen Fernseh-Bericht über Experimente dänischer Techniker zum Bau und der Verwendung von Windrädern an der Nordsee gelang es Beel, das Energiekombinat Nord mit seinem Generaldirektor Günther Reischmann für die Ideen zu begeistern. Und nach dessen Aussage, „wenn ein geeignetes Gerät importiert würde, wäre der Windstrom für die Holztrocknungsanlage da“, setzte er alle Hebel für den Import eines Windrades in Bewegung.
Nach einer ersten Ablehnung des Imports einer dänischen Windkraftanlage durch den Außenhandel nahm Beel anlässlich der Leipziger Messe 1988 persönlichen Kontakt mit dem damaligen Minister Udo Wange auf und erhielt dessen Zusage, sich über seinen Ministerassistenten „wohlwollend der Sache“ anzunehmen. Bald erhielt Beel über den Umweg eines Hamburger Kaufmanns die Importgenehmigung für die verfügbare moderne Anlage Vestas 25 samt zugehörigem montagefertigem Turm zum Kaufpreis von 450.000 DM, vor allem in Erwartung der zusätzlichen Deviseneinnahmen aus dem Verkauf von Trockenholz.
Die Lieferung erfolgte 1988 über ein Unternehmen der KoKo ohne Zwischenfälle, als Aufstellort hatten Beel und Spezialisten aus dem Energiekombinat den Ostseedeich bei Wustrow bestimmt. Der benötigte Transformator wurde in einem DDR-Betrieb angefertigt, der verzinkte Turm fest im Deich einbetoniert, ein Elektriker aus Wustrow legte die Anschlüsse. Die eigentliche Montage übernahm der dänische Hersteller. Noch während der Bauzeit berichtete die Aktuelle Kamera des DDR-Fernsehens am 3. Oktober 1989 über das Projekt.

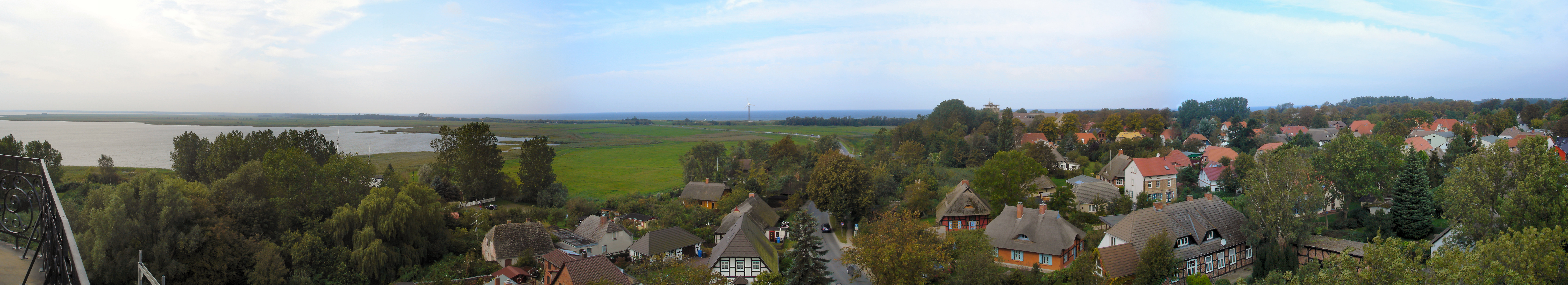
Hinter der Stadtsilhouette von Wustrow ist in der Mitte das Windrad zu erkennen

Hilfe und Unterstützung erhielt Beel von dem im Energiekombinat beschäftigten Ingenieur Otto Jörn, der den Erststart der Maschine am 10. Oktober 1989 um 18:32 Uhr vollzog. Die damalige Gemeinde im Bezirk Rostock nahm das Windrad sogar zeitweilig in ihr Wappen auf.
Bereits nach zwei Jahren Betriebsdauer hatte sich die Windradanlage amortisiert; allerdings bestand zu dieser Zeit die DDR nicht mehr.

### Seit 1990
Das ehemalige Energiekombinat gelangte nach der deutschen Wiedervereinigung über die Treuhand in das Eigentum des deutschen Energiekonzerns E.ON; ein Holzhändler aus München wurde Eigentümer der Rostocker Holzhandelsgesellschaft samt dem Windrad. Das bis dahin einzige Windrad zur Energieerzeugung an der deutschen Ostseeküste fand weder Zuspruch bei E.ON noch bei dem Münchner – die „Mühle“ sollte als nicht betriebsnotwendig verkauft oder sogar verschrottet werden. Das Grundstück am Deich bekam die Gemeinde Wustrow zugesprochen.
Klaus-Jürgen Beel als Initiator des Windrades hatte die Situation beobachtet. Er verschaffte sich einen Bankkredit über 300.000 DM und kaufte dem Münchner Eigentümer das Windrad ab, später auch noch das Trafohaus. Sein langjähriger Mitstreiter Otto Jörn als Ingenieur des früheren Energiekombinats sprang wegen des finanziellen Risikos von den Plänen Beels ab. Mit der Gemeinde Wustrow schloss Beel zu günstigen Konditionen einen Pachtvertrag für das Grundstück für die Lebensdauer der Windenergieanlage ab. Zudem musste die Hürde einer Betriebsversicherung genommen werden.
Seitdem speist Beel die von seinem Windrad erzeugte Elektroenergie in das Leitungsnetz ein und erzielte jährliche Netto-Erträge von durchschnittlich 50.000 Euro. Der Einspeisevertrag mit E.ON beinhaltete einen Abnahmepreis von 9,6 Cent pro kWh, er wurde allerdings zum 31. Dezember des Jahres 2020 beendet. Wie hoch die Einspeisevergütung seit Januar 2021 ist, wurde nicht bekannt. – Die Kredite sind inzwischen getilgt und sämtliche verwaltungsmäßigen Hürden genommen (Stand 2023). Mit der Telekom Deutschland und mit Vodafone vereinbarte Beel die Nutzung des Mastes durch Mobilfunkantennen, wodurch er noch weitere Einnahmen  erhält. Die Erträge decken alle Wartungs- und eventuellen Reparaturarbeiten, die von Vestas ausgeführt werden.
Trotz seiner jahrzehntelangen Nutzung läuft das Windrad noch immer, speist unter anderem das Stromnetz des nahen Ortes Wustrow und erzeugt rund 513.000 kWh pro Jahr. Techniker prognostizierten im Jahr 2019 eine weitere Laufzeit von über dreißig Jahren.
Eine Kunstaktion von Schülern der Bernsteinschule aus Ribnitz, finanziell gefördert von der Bundesvereinigung Kulturelle Kinder- und Jugendbildung (BKJ), führte im Herbst 2021 zur Verschönerung des Transformatorenhäuschens. Unter Leitung der Museumspädagogin Birgitt Sandke vom Kunstmuseum Ahrenshoop und des Rostocker Street-Art-Künstlers Alexander Kalfa entstand ein Graffito mit dem Schriftzug Energie und dahinter einer grüne Landschaft als Symbol der Verbindung zwischen Energie und Umwelt.

## Technische Daten
Die Anlage vom Typ Vestas V25-200 kW hat eine Nennleistung von 200 kW. Das Maschinenhaus ist auf einem 28 Meter hohen Stahlgittermast montiert, der Rotor besteht aus drei verstellbaren, zwölf Meter langen Rotorblättern. Der Rotordurchmesser beträgt 25 m, die überstrichene Fläche 491 m².
Weitere Daten sind:
- Leistungsdichte: 0,41 kW/m²
- Regelung: Pitch (Leistungsbegrenzung durch Verdrehen der Rotorblätter)
- Gewicht der Gondel: 7,1 t
- Gewicht des Turms: 11,5 t
- Gewicht des Rotors: 3,2 t
- Gesamtgewicht: 21,8 t
- Rotordrehzahl: minimal 30/min, maximal 44/min
- Einschaltwindgeschwindigkeit: 4,5 m/s
- Nominalwindgeschwindigkeit: 15 m/s
- Abschaltwindgeschwindigkeit: 27 m/s
- ein zweistufiges Getriebe mit 23er-Übersetzung; Hersteller: Hansen, Flender
- zwei Generatoren: asynchron
- Maximale Generatordrehzahl: 1200/min
- Spannung: 480 Volt
- Hersteller weiterer Teile der Anlage: Siemens, ABB, ASEA